# Pseudomugil signifer
Espèce
Synonymes
- Atherina signata Günther, 1867
- Pseudomugil signata Günther, 1867
- Atherinosoma jamesonii Macleay, 1884

Pseudomugil signifer est une espèce de poissons de la famille Pseudomugilidae. C'est une espèce commune des fleuves et estuaires de l'est de l'Australie.

## Description et biologie
P signifer mesure généralement entre 3 et 3,5 cm ; le mâle peut atteindre une longueur de 8,8 cm, la femelle 6,3 cm. Le corps élancé est partiellement transparent, de couleur jaune pâle ou olive, l'opercule et la surface ventrale sont argentés.
Le poisson se rencontre en bancs de quelques centaines à plusieurs milliers d'individus. La femelle est sexuellement mature à l'âge de six mois. Le poisson vit entre un et deux ans dans la nature, entre deux et trois ans en aquarium, mais quelques mâles vivent jusqu'à quatre ans.

## Taxinomie
Le naturaliste autrichien Rudolf Kner décrit l'espèce en 1866 à partir d'un spécimen pêché à Sydney et transporté jusque Vienne sur la SMS Novara en 1858,. En 1867, le zoologiste britannique Albert Günther décrit Atherina signata à partir de collectes effectuées dans la péninsule du cap York. En 1884, le zoologiste britannique William Sharp Macleay décrit un « étrange petit poisson » pêché dans le fleuve Bremer, un affluent du fleuve Brisbane, par un certain M. Jameson ; Macleay nomme ce poisson Atherinosoma jamesonii. Ce n'est qu'en 1908 que l'ichtyologiste australien James Douglas Ogilby affirme que ces espèces sont synonymes. 

## Répartition géographique et habitat
P. signifer se trouve de Rocky River sur la péninsule du cap York jusque Narooma, en Nouvelle-Galles du Sud. Ce poisson habite des estuaires ou des ruisseaux de petite taille et aux eaux calmes, des lagunes et des marais salants. Le poisson vit en eau saumâtre et en eau de mer près de quelques îles situées au large du Queensland, notamment Low Island, Dunk Island, Hinchinbrook Island et Lizard Island. Sa présence a été enregistrée jusqu'à 300 km en amont des fleuves Mary et Dawson, dans le Queensland.